# Leichtathletik-Europameisterschaften 2018/4 × 100 m der Männer

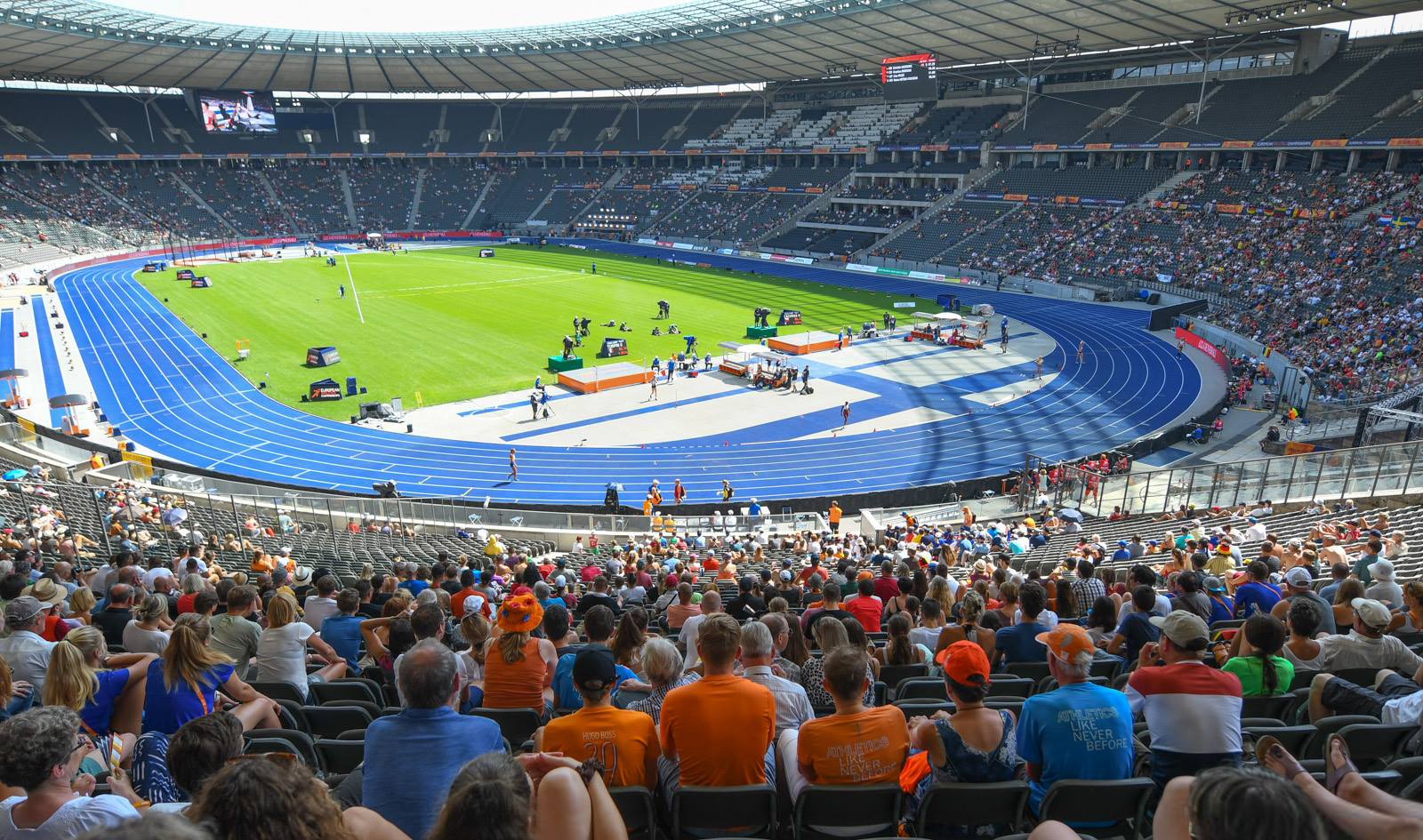
Das Berliner Olympiastadion am 9. August 2018

Die 4-mal-100-Meter-Staffel der Männer bei den Leichtathletik-Europameisterschaften 2018 fand am 12. August im Olympiastadion in der deutschen Hauptstadt Berlin statt.
Großbritannien wurde Europameister mit Chijindu Ujah, Zharnel Hughes, Adam Gemili, Harry Aikines-Aryeetey und dem im Vorlauf außerdem eingesetzten Nethaneel Mitchell-Blake.
Die Staffel aus der Türkei gewann die Silbermedaille in der Besetzung Emre Zafer Barnes, Jak Ali Harvey, Yiğitcan Hekimoğlu und Ramil Guliyev.
Bronze ging an die Niederlande (Christopher Garia, Churandy Martina, Hensley Paulina, Taymir Burnet).
Auch der hier im Vorlauf eingesetzte Läufer aus Großbritannien erhielt entsprechendes Edelmetall.

## Rekorde

### Bestehende Rekorde
| Weltrekord           | 36,84 s | Jamaika (Nesta Carter, Michael Frater, Yohan Blake, Usain Bolt)                      | OS London, Großbritannien              | 11. August 2012   |
| Europarekord         | 37,47 s | Großbritannien (Chijindu Ujah, Adam Gemili, Daniel Talbot, Nethaneel Mitchell-Blake) | OS London, Großbritannien              | 11. August 2012   |
| Meisterschaftsrekord | 37,79 s | Frankreich (Max Morinière, Daniel Sangouma, Jean-Charles Trouabal, Bruno Marie-Rose) | EM Split, Jugoslawien (heute Kroatien) | 1. September 1990 |

Der bestehende EM-Rekord wurde nicht erreicht. Die schnellste Zeit erzielte das britische Europameisterquartett im Finale mit 37,80 s, womit die Staffel nur um eine Hundertstelsekunde über dem Rekord blieb. Zum Europarekord fehlten dem Team 31 Hundertstelsekunden, zum Weltrekord 96 Hundertstelsekunden.

### Rekordverbesserungen
Es wurden vier neue Landesrekorde aufgestellt, einer wurde egalisiert:
- 38,30 s (Egalisierung) – Türkei (Emre Zafer Barnes, Jak Ali Harvey, Yiğitcan Hekimoğlu, Ramil Guliyev), erster Vorlauf am 12. August
- 39,11 s (Verbesserung) – Finnland (Eetu Rantala, Otto Ahlfors, Oskari Lehtonen, Samuel Purola), zweiter Vorlauf am 12. August
- 37,98 s (Verbesserung) – Türkei (Emre Zafer Barnes, Jak Ali Harvey, Yiğitcan Hekimoğlu, Ramil Guliyev), Finale am 12. August
- 38,03 s (Verbesserung) – Niederlande (Christopher Garia, Churandy Martina, Hensley Paulina, Taymir Burnet), Finale am 12. August
- 38,92 s (Verbesserung) – Finnland (Eetu Rantala, Otto Ahlfors, Oskari Lehtonen, Samuel Purola), Finale am 12. August

## Legende
Kurze Übersicht zur Bedeutung der Symbolik – so üblicherweise auch in sonstigen Veröffentlichungen verwendet:
| NR  | Nationaler Rekord                        |
| SB  | Saisonbestleistung                       |
| e   | egalisiert                               |
| DNS | nicht am Start (did not start)           |
| DNF | Wettkampf nicht beendet (did not finish) |
| DSQ | disqualifiziert                          |
| DOP | wegen Dopingvergehens disqualifiziert    |
| IWR | Internationale Wettkampfregeln           |
| TR  | Technische Regeln                        |

## Vorläufe
Aus den beiden Vorläufen qualifizierten sich die jeweils drei Ersten jedes Laufes – hellblau unterlegt – und zusätzlich die zwei Zeitschnellsten – hellgrün unterlegt – für das Finale.

### Lauf 1
12. August 2018, 19:40 Uhr MESZ
| Platz | Bahn | Land           | Athleten                                                                                            | Zeit (s)  |
| ----- | ---- | -------------- | --------------------------------------------------------------------------------------------------- | --------- |
| 1     | 6    | Großbritannien | - Chijindu Ujah - Zharnel Hughes - Adam Gemili - Nethaneel Mitchell-Blake (Vorlauf)                 | 37,84     |
| 2     | 3    | Niederlande    | - Christopher Garia - Churandy Martina - Hensley Paulina - Taymir Burnet                            | 38,30     |
| 3     | 7    | Türkei         | - Emre Zafer Barnes - Jak Ali Harvey - Yiğitcan Hekimoğlu - Ramil Guliyev                           | 38,30 NRe |
| 4     | 4    | Tschechien     | - Zdeněk Stromšík - Jan Veleba - Jan Jirka - Pavel Maslák                                           | 38,94 SB  |
| 5     | 8    | Portugal       | - José Lopes - Diogo Antunes - Frederico Curvelo - Carlos Nascimento                                | 39,09 SB  |
| 6     | 1    | Griechenland   | - Efthymios Stergioulis - Ioannis Nyfandopoulos - Panagiotis Trivyzas - Lykourgos-Stefanos Tsakonas | 39,49 SB  |
| 7     | 2    | Rumänien       | - Costin Florian Homiuc - Alexandru Terpezan - Ionuț Neagoe - Petre Rezmiveş                        | 39,63     |
| DNF   | 5    | Schweden       | - Dennis Leal - Stefan Tärnhuvud - Felix Svensson - Tony Darkwah                                    |           |

### Lauf 2
12. August 2018, 19:48 Uhr MESZ
| Platz | Bahn | Land        | Athleten                                                                       | Zeit (s)                                    |
| ----- | ---- | ----------- | ------------------------------------------------------------------------------ | ------------------------------------------- |
| 1     | 7    | Frankreich  | - Méba-Mickaël Zézé - Marvin René - Stuart Dutamby - Mouhamadou Fall           | 38,62                                       |
| 2     | 8    | Ukraine     | - Oleksandr Sokolow - Emil Ibrahimow - Wolodymyr Suprun - Serhij Smelyk        | 38,86 SB                                    |
| 3     | 3    | Finnland    | - Eetu Rantala - Otto Ahlfors - Oskari Lehtonen - Samuel Purola                | 39,11 NR                                    |
| 4     | 2    | Spanien     | - Patrick Chinedu Ike - Pol Retamal - Daniel Rodríguez - Ángel David Rodríguez | 39,12 SB                                    |
| 5     | 6    | Schweiz     | - Suganthan Somasundaram - Silvan Wicki - Florian Clivaz - Alex Wilson         | 39,13 SB                                    |
| DNF   | 1    | Deutschland | - Kevin Kranz - Patrick Domogala - Julian Reus - Lucas Jakubczyk               |                                             |
| DSQ   | 5    | Polen       | - Eryk Hampel - Remigiusz Olszewski - Dominik Kopeć - Przemysław Słowikowski   | IWR 170, TR24.7 Wechselraum- überschreitung |
| DSQ   | 4    | Italien     | - Federico Cattaneo - Eseosa Desalu - Davide Manenti - Filippo Tortu           | IWR 163, TR17.4 Bahnüber- tretung           |

## Finale
12. August 2018, 21:35 Uhr MESZ
Im Finale gab es in nur einem Team eine Besetzungsänderung:

Großbritannien – Nethaneel Mitchell-Blake wurde durch Harry Aikines-Aryeetey ersetzt.
| Platz | Bahn | Land           | Athleten | Zeit (s) |
| ----- | ---- | -------------- | --- | -------- |
|       | 5    | Großbritannien | - Chijindu Ujah - Zharnel Hughes - Adam Gemili - Harry Aikines-Aryeetey (Finale) 0im Vorlauf außerdem: - Nethaneel Mitchell-Blake | 37,80    |
|       | 8    | Türkei         | - Emre Zafer Barnes - Jak Ali Harvey - Yiğitcan Hekimoğlu - Ramil Guliyev                                                         | 37,98 NR |
|       | 6    | Niederlande    | - Christopher Garia - Churandy Martina - Hensley Paulina - Taymir Burnet                                                          | 38,03 NR |
| 4     | 3    | Frankreich     | - Méba-Mickaël Zézé - Marvin René - Stuart Dutamby - Mouhamadou Fall                                                              | 38,51 SB |
| 5     | 4    | Ukraine        | - Oleksandr Sokolow - Emil Ibrahimow - Wolodymyr Suprun - Serhij Smelyk                                                           | 38,71 SB |
| 6     | 7    | Finnland       | - Eetu Rantala - Otto Ahlfors - Oskari Lehtonen - Samuel Purola                                                                   | 38,92 NR |
| 7     | 1    | Portugal       | - José Lopes - Diogo Antunes - Frederico Curvelo - Carlos Nascimento                                                              | 39,07 SB |
| DNS   | 2    | Tschechien     | - Zdeněk Stromšík - Jan Veleba - Jan Jirka - Pavel Maslák                                                                         |          |

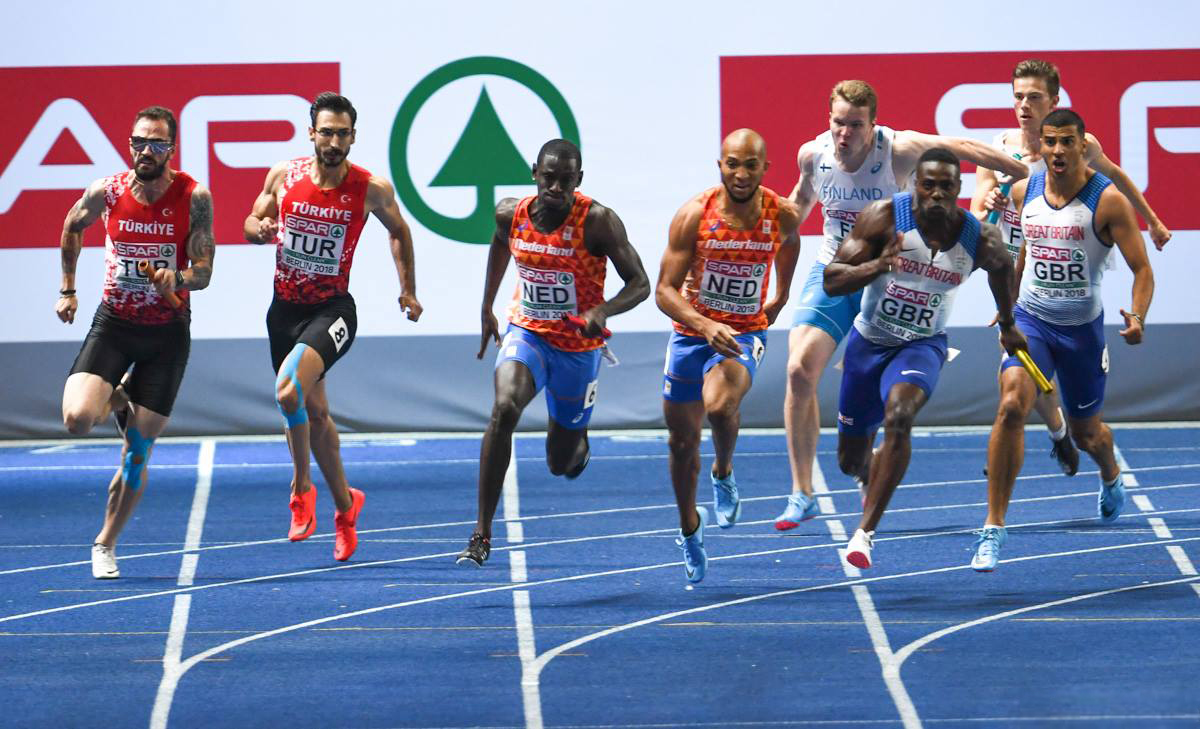
Letzter Wechsel der 4 × 100-m-Staffel

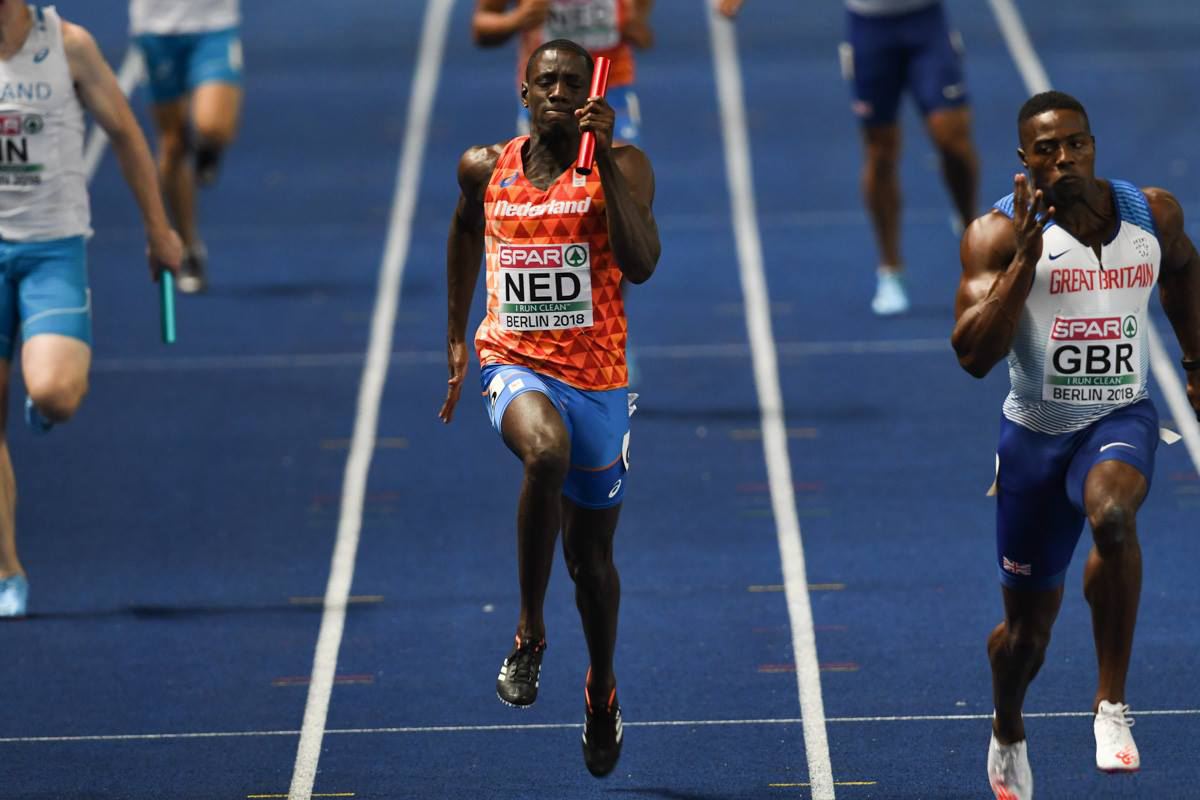
Taymir Burnet für die Niederlande und Harry Aikines-Aryeetey für Großbritannien auf ihrer Schlussgeraden

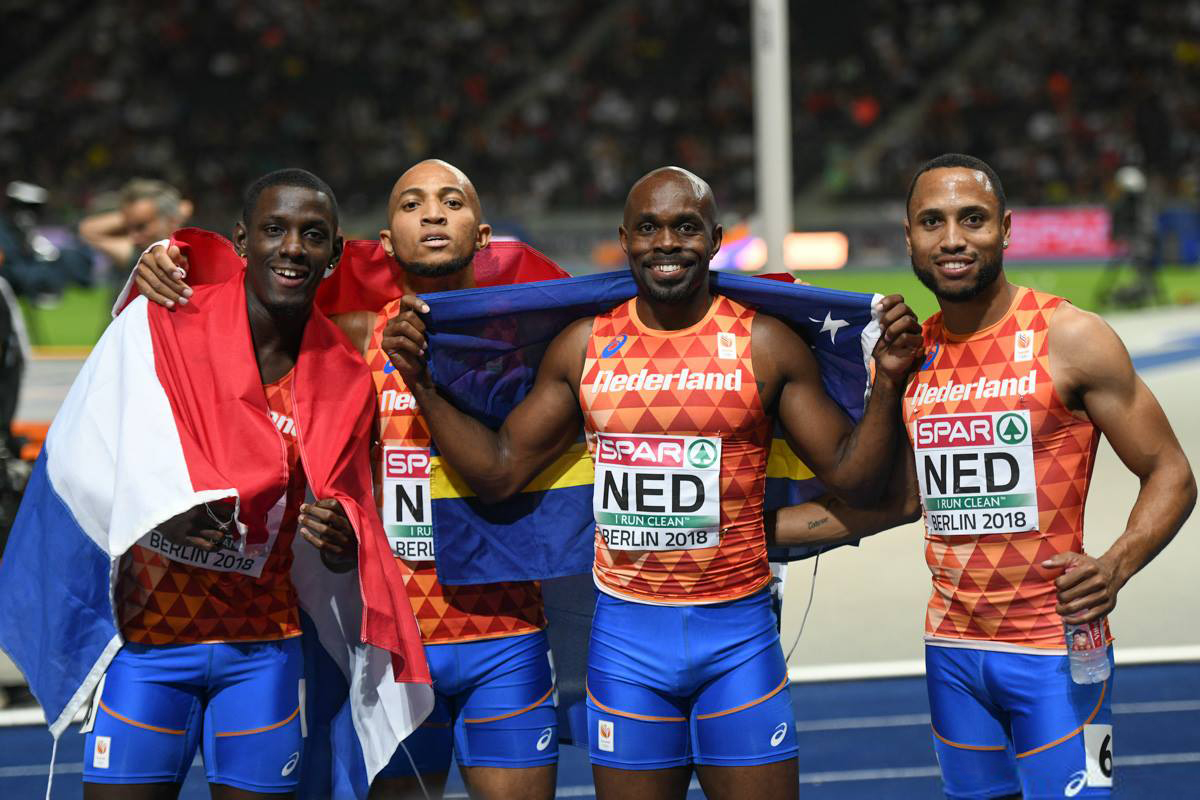
Bronzemedaillengewinner Niederlande (v. l. n. r.):
Taymir Burnet, Hensley Paulina, Churandy Martina, Chris Garia

Die Briten gingen als eindeutiger Favorit in dieses Finale. Sie waren die amtierenden Weltmeister, hatten die letzten beiden Europameistertitel gewonnen und waren das schnellste Team in den Vorläufen. Frankreich, die Türkei und die Niederlande gehörten zu den stärksten Konkurrenten für Großbritannien.
Bis zum zweiten Wechsel war das Rennen noch offen. Churandy Martina hatte als zweiter Läufer für die Niederlande eine starke Leistung gezeigt, sein Team lag zusammen mit der Türkei und Großbritannien ganz vorne. Beim letzten Wechsel hatten sich die Briten an der Spitze schon etwas abgesetzt. Es folgte die Niederlande vor den jetzt fast gleichauf liegenden Staffeln aus der Türkei und Frankreich. Schnellster Schlussläufer war der türkische 200-Meter-Europameister Ramil Guliyev, der damit seine Mannschaft sogar noch auf den zweiten Platz brachte. Großbritannien war allerdings nicht mehr zu gefährden. Die Niederländer gewannen Bronze. Frankreich belegte Rang vier vor der Ukraine und Finnland.